# Відкрита публічна компанія з обмеженою відповідальністю
Відкрита публічна компанія з обмеженою відповідальністю (англ. Public limited company) — форма акціонерного товариства. Назва використовується у Сполученому Королівстві та країнах Співдружності націй.
На відміну від звичайної компанії з обмеженою відповідальністю, статутний капітал відкритої публічної компанії з обмеженою відповідальністю (англ. Public Limited Company) розділений на акції, які можуть продаватися на фондовій біржі.
Відповідно до статті 118 Акта про компанії за 1985 рік (англ. Companies Act 1985), розмір статутного капіталу відкритої публічної компанії з обмеженою відповідальністю не може бути менше 50 000 фунтів стерлінгів. Державна реєстрація такої компанії дозволена лише після випуску в обіг акцій у розмірі 100 % її статутного капіталу та оплати готівкою не менше 25 % її статутного капіталу. У штатному розкладі відкритої публічної компанії з обмеженою відповідальністю повинні бути передбачені посади директора та секретаря, або двох директорів, одному з яких доручено виконувати обов'язки секретаря. На відміну від секретаря звичайної компанії з обмеженою відповідальністю, секретар відкритої публічної компанії з обмеженою відповідальністю повинен володіти необхідною професійною підготовкою та досвідом роботи або (при їх відсутності) бути затвердженим на посаді більшістю акціонерів.
При певних обставинах звичайної компанії з обмеженою відповідальністю може бути дозволено представляти бухгалтерську звітність у скороченому вигляді. Відкрита публічна компанія з обмеженою відповідальністю зобов'язана направляти в державні податкові органи повну бухгалтерську звітність від своєї діяльності.